# Історичний центр Санкт-Петербурга, передмістя та фортифікаційні споруди
Історичний центр Санкт-Петербурга і пов'язані з ним групи пам'яток (англ. Historic Centre of Saint Petersburg and Related Groups of Monuments of Monuments) — перший у Росії (і СРСР) об'єкт Світової спадщини ЮНЕСКО. Він був включений до списку пам'яток Світової спадщини на 14-й сесії комітету Світової спадщини — одночасно з чотирма іншими радянськими пам'ятками (Московський Кремль і Червона площа, Собор святої Софії і Києво-Печерська лавра, Кізький погост, Ічан-Кала).
Підготовка документів для сесії проходила в авральному режимі під керівництвом Ю. А. Денисова. Спочатку обговорювалося внесення до переліку окремих пам'яток історії та архітектури, проте досить швидко запанувала думка, що «універсальна цінність культурного і природного ландшафту Великого Санкт-Петербурга, сформованого в історично короткий термін гігантськими зусиллями Російської держави, перевершує цінність його складових частин».

## Значення
Об'єкт «Історичний центр Санкт-Петербурга» став одним з перших у практиці ЮНЕСКО випадків надання статусу пам'ятки величезному культурно-природному ландшафту, на території якого ведеться активне господарювання і проживають сотні тисяч людей. До нього увійшли навіть ті об'єкти, зв'язок яких із центром Петербурга далеко не очевидна, як, наприклад, давньоруська Оріхівська фортеця на Ладозі та Линдуловський гай. Приміські зони включають в себе не тільки палацово-паркові комплекси, а й природні ландшафти, пам'ятки промисловості (Сестрорецький збройовий завод) тощо. Консервація таких протяжних ділянок сучасного міського ландшафту пов'язана з великими труднощами, про що свідчить виключення зі списку типологічно подібного ландшафту долини Ельби з Дрезденом (2009) через плани будівництва нового моста через Ельбу.
У 2012 році Уряд Санкт-Петербурга затвердив цільову програму «Збереження і розвиток територій „Конюшенна“ і „Північна Коломна — Нова Голландія“, що розташовані в історичному центрі Санкт-Петербурга, на 2013—2018 роки» .
У результаті переходу Санкт-Петербурга до програмно-цільового методу планування у 2014 році Програма збереження історичного центру стала частиною державної програми «Економічний і соціальний розвиток територій Санкт-Петербурга», яку прийняли 30 червня 2014 року строком на 6 років. Курирує виконання державної програми Комітет з економічної політики і стратегічного планування Санкт-Петербурга. Головним експертно-консультаційним органом, що супроводжує реалізацію Програми, є Рада зі збереження і розвитку територій історичного центру Санкт-Петербурга при Уряді Санкт-Петербурга, створений у 2013 році.
У рамках Програми виділено дві території історичного центру Санкт-Петербурга: «Конюшенна» і «Північна Коломна — Нова Голландія».

### Будівництво Охта-центру
Плани будівництва в Петербурзі висотного Охта-центру викликали заклопотаність ЮНЕСКО. У червні 2007 року в Новій Зеландії пройшла 31-а сесія комітету Світової спадщини ЮНЕСКО. У рішення сесії по об'єкту світової спадщини «Історичний центр Санкт-Петербурга і пов'язана з ним група пам'яток» відзначено, що «плани, надані країною-учасницею 18 січня 2007 року і 5 березня 2007 року, не відповідають вимогам комітету, а також не містять чітких кордонів і буферних зон усіх об'єктів, включаючи Ленінградську область», і прийнята наполеглива рекомендація до органів влади Росії «призупинити реалізацію проекту, включаючи дозволи на проведення робіт, поки всі відповідні матеріали не будуть розглянуті, і поки не будуть розглянуті всі пов'язані з цим питання матеріали і не буде проведена всебічна оцінка загроз об'єкту світової спадщини». У грудні 2010 року проект Охта-центру був заморожений на невизначений час.

## Розташування
| Історичний центр Кронштадт Форти Кронштадта Пушкін Павловськ Пулковська обсерваторія Ропша Гостилиці Тайці Сергієва пустинь Стрєльна Михайлівка Знамєнка Петергоф Дача Бенуа Сергіївка Оранієнбаум Містечко І.П. Павлова Садиба Зінов'євих Богословка Садиба Шувалових Садиба В'яземських Сестрорєцький Розлив Пенати Комаровське селищне кладовище Ліндулівський гай Іжорський глінт Дудергофські висоти Колтуська височина Юкківська височинаclass=notpageimage\| Пам'ятки Санкт-Петербурга та околиць | Колтуші, МістечкоІ.П. Павлова Юкківська височина Садиба В'яземських Ліндулівський гай Дудергофи, Іжорський глінт Фортеця Орєшек, Шліссельбурґ Ропша Гостилиці Тайці Гатчинаclass=notpageimage\| Пам'ятки Ленінградської области |

## Склад[5]
| #       | Зображення                     | Назва | Розташування                                                                  |
| ------- | ------------------------------ | --- | ----------------------------------------------------------------------------- |
| 540-001 |                                | Історичний центр Санкт-Петербурга | Санкт-Петербург                                                               |
| 540-002 |                                | Стара частина міста Кронштадт | Санкт-Петербург м. Кронштадт                                                  |
| 540-003 |                                | Форти Кронштадта | Санкт-Петербург м. Кронштадт, Фінська затока                                  |
| 540-004 |                                | Стара частина міста Шліссельбурґ | Ленінградська область Кіровський район м. Шліссельбурґ                        |
| 540-005 |                                | Фортеця Орешек | Ленінградська область Кіровський район м. Шліссельбурґ                        |
| 540-006 |                                | Палацово-паркові ансамблі міста Пушкін та його історичний центр | Санкт-Петербург м. Пушкін                                                     |
| 540-007 |                                | Палаци та парки міста Павловськ та його історичний центр | Санкт-Петербург м. Павловськ                                                  |
| 540-008 |                                | Пулковська обсерваторія | Санкт-Петербург Пулковські висоти                                             |
| 540-009 |                                | Палацово-парковий ансамбль у Ропші | Ленінградська область Ломоносовский район с. Ропша                            |
| 540-010 |                                | Палацово-парковий ансамбль у Гостилицях | Ленінградська область Ломоносовский район с. Гостилиці                        |
| 540-011 |                                | Палацово-парковий ансамбль у Тайцях | Ленінградська область Гатчинський район с. Тайці                              |
| 540-012 |                                | Палацово-парковий ансамбль міста Гатчина та його історичний центр | Ленінградська область Гатчинський район м. Гатчина                            |
| 540-013 |                                | Сергієва Приморська пустинь | Санкт-Петербург с. Стрєльна                                                   |
| 540-014 |                                | Палацово-парковий ансамбль селища Стрєльна та його історичний центр | Санкт-Петербург с. Стрєльна                                                   |
| 540-015 |                                | Палацово-парковий ансамбль Михайлівка | Санкт-Петербург м. Петергоф                                                   |
| 540-016 |                                | Палацово-парковий ансамбль Знаменка | Санкт-Петербург м. Петергоф                                                   |
| 540-017 |                                | Палацово-паркові ансамблі міста Петергоф та його історичний центр | Санкт-Петербург м. Петергоф                                                   |
| 540-018 |                                | Палацово-парковий ансамбль Собствена дача | Санкт-Петербург м. Петергоф                                                   |
| 540-019 |                                | Палацово-парковий ансамбль Сергіївка | Санкт-Петербург м. Петергоф                                                   |
| 540-020 |                                | Палацово-парковий ансамбль міста Ломоносов та його історичний центр | Санкт-Петербург м. Ломоносов                                                  |
| 540-021 | Файл:PavlovoNauchnyGorogok.jpg | Наукове містечо І. П. Павлова в Павлово | Ленінградська область Всеволозький район с. Павлово                           |
| 540-022 |                                | Маєток Богословка | Ленінградська область Всеволозький район Невський лісопарк                    |
| 540-023 |                                | Шуваловский парк | Санкт-Петербург Парголово                                                     |
| 540-024 |                                | Садиба В'яземських | Санкт-Петербург Осиковий Гай                                                  |
| 540-025 |                                | Сестрорєцький Розлив, Сестрорєцькі «Дубки», Садиба Стенбок-Ферморов, Ольгіно (історичний_район), Парк «Ближні Дубки», Терійокі (Зеленогорск) | Санкт-Петербург м. Сестрорєцьк                                                |
| 540-026 |                                | Будинок-музей І. Рєпіна «Пенати» | Санкт-Петербург с. Рєпіно                                                     |
| 540-027 |                                | Комаровське селищне кладовище | Санкт-Петербург с. Комарово                                                   |
| 540-028 |                                | Ліндулівський гай | Ленінградська область Виборзький район Найближчий населений пункт — с. Рощино |
| 540-029 |                                | Річка Нева з берегами та набережними | Санкт-Петербург, Ленінградська область                                        |
| 540-030 |                                | Іжорський уступ | Ленінградська область Волосовський район                                      |
| 540-031 |                                | Дудергофські висоти | Санкт-Петербург п. Можайський (історичний район)                              |
| 540-032 |                                | Колтуська височина | Ленінградська область Всеволозький район с. Колтуші                           |
| 540-033 |                                | Юкківська височина | Ленінградська область Всеволозький район с. Юккі                              |
| 540-034 |                                | Шляхии: Московське шоссе, Київське шоссе, залізниця Ленінград — Павловськ, шосе Пушкін — Гатчина, Волхонське шосе, Таллінське шосе, Петергофська дорога, Ропшинське шосе, Гостилицьке шосе, Приморське шосе, Виборзьке шосе, Колтуське шосе, Лигівський канал, Кронштадтське шосе | Санкт-Петербург, Ленінградська область                                        |
| 540-035 |                                | Фарватери: Петровський, Кронштадтський, Зеленогорський, а також Морський канал | Санкт-Петербург, Ленінградська область                                        |
| 540-036 | Файл:Primorskiy.JPG            | Зелений пояс Слави з Дорогою життя | Санкт-Петербург, Ленінградська область                                        |